# Angecourt
Cet article possède un paronyme, voir Angicourt.
Angecourt est une commune française située dans le département des Ardennes, en région Grand Est.

## Géographie
| Thelonne   |            | Remilly-Aillicourt |
| Haraucourt | Angecourt  |                    |
| Haraucourt | Haraucourt | Haraucourt         |

### Hydrographie
La commune est dans le bassin versant de la Meuse au sein du bassin Rhin-Meuse. Elle est drainée par le ruisseau l'Ennemane,.
L'Ennemane, d'une longueur de 11 km, prend sa source dans la commune de Raucourt-et-Flaba et se jette  dans la Meuse à Bazeilles, après avoir traversé cinq communes.

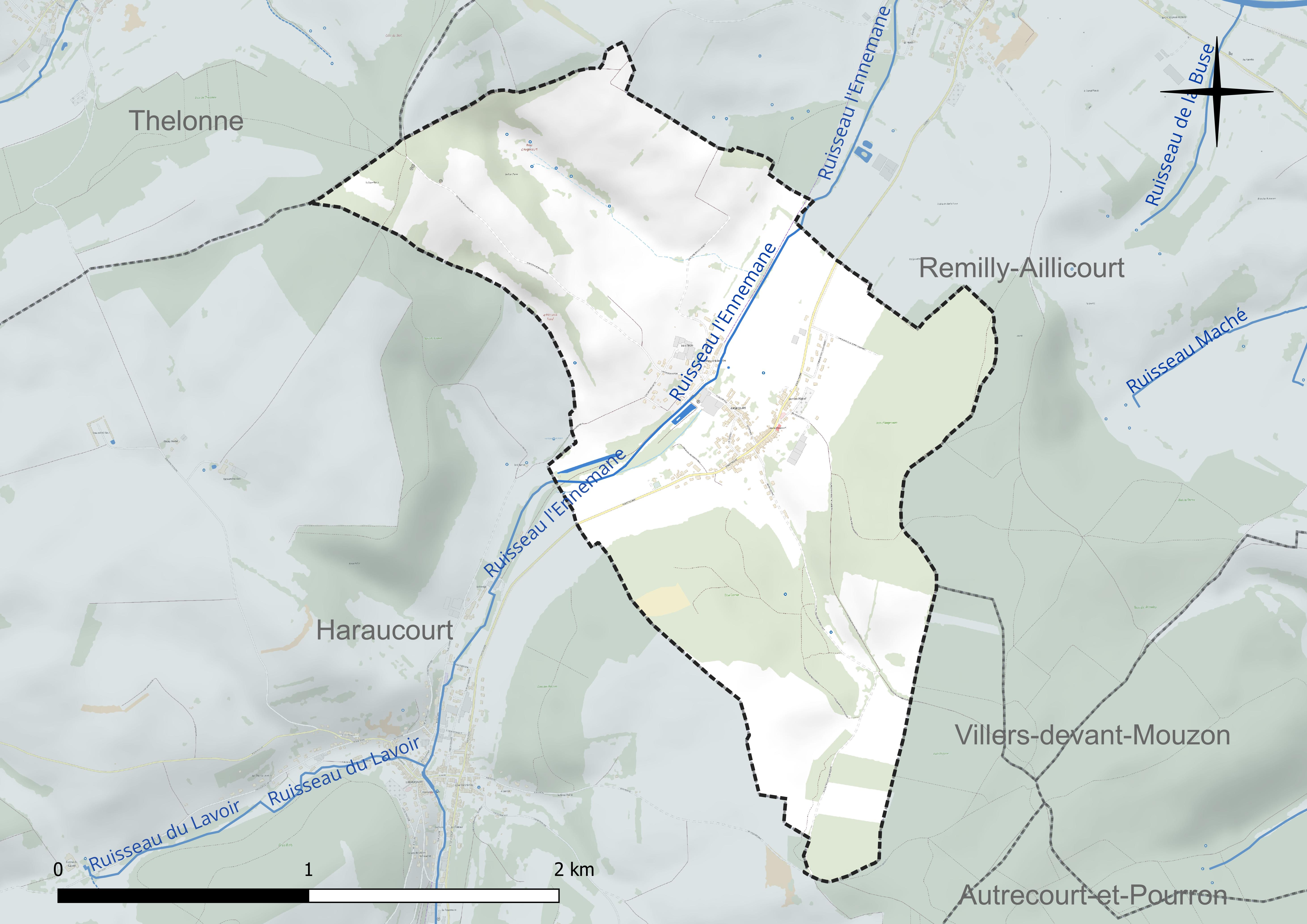
Réseaux hydrographique d'Angecourt.

### Climat
Pour des articles plus généraux, voir Climat du Grand Est et Climat des Ardennes.
En 2010, le climat de la commune est de type climat de montagne, selon une étude du Centre national de la recherche scientifique s'appuyant sur une série de données couvrant la période 1971-2000. En 2020, Météo-France publie une typologie des climats de la France métropolitaine dans laquelle la commune est exposée à un climat océanique altéré et est dans la région climatique Lorraine, plateau de Langres, Morvan, caractérisée par un hiver rude (1,5 °C), des vents modérés et des brouillards fréquents en automne et hiver.
Pour la période 1971-2000, la température annuelle moyenne est de 9,8 °C, avec une amplitude thermique annuelle de 16 °C. Le cumul annuel moyen de précipitations est de 993 mm, avec 13,8 jours de précipitations en janvier et 9,7 jours en juillet. Pour la période 1991-2020, la température moyenne annuelle observée sur la station météorologique de Météo-France la plus proche, « Douzy », sur la commune de Douzy à 6 km à vol d'oiseau, est de 10,5 °C et le cumul annuel moyen de précipitations est de 857,0 mm. 
La température maximale relevée sur cette station est de 40,3 °C, atteinte le 25 juillet 2019 ; la température minimale est de −14,8 °C, atteinte le 3 janvier 2004,,.
Les paramètres climatiques de la commune ont été estimés pour le milieu du siècle (2041-2070) selon différents scénarios d'émission de gaz à effet de serre à partir des nouvelles projections climatiques de référence DRIAS-2020. Ils sont consultables sur un site dédié publié par Météo-France en novembre 2022.

## Urbanisme

### Typologie
Au 1er janvier 2024, Angecourt est catégorisée bourg rural, selon la nouvelle grille communale de densité à 7 niveaux définie par l'Insee en 2022.
Elle est située hors unité urbaine. Par ailleurs la commune fait partie de l'aire d'attraction de Sedan, dont elle est une commune de la couronne,. Cette aire, qui regroupe 31 communes, est catégorisée dans les aires de moins de 50 000 habitants,.

### Occupation des sols
L'occupation des sols de la commune, telle qu'elle ressort de la base de données européenne d’occupation biophysique des sols Corine Land Cover (CLC), est marquée par l'importance des territoires agricoles (56,8 % en 2018), en diminution par rapport à 1990 (58,3 %). La répartition détaillée en 2018 est la suivante : 
terres arables (41,1 %), forêts (34,5 %), prairies (15,4 %), zones urbanisées (8,7 %), zones agricoles hétérogènes (0,4 %). L'évolution de l’occupation des sols de la commune et de ses infrastructures peut être observée sur les différentes représentations cartographiques du territoire : la carte de Cassini (XVIIIe siècle), la carte d'état-major (1820-1866) et les cartes ou photos aériennes de l'IGN pour la période actuelle (1950 à aujourd'hui).

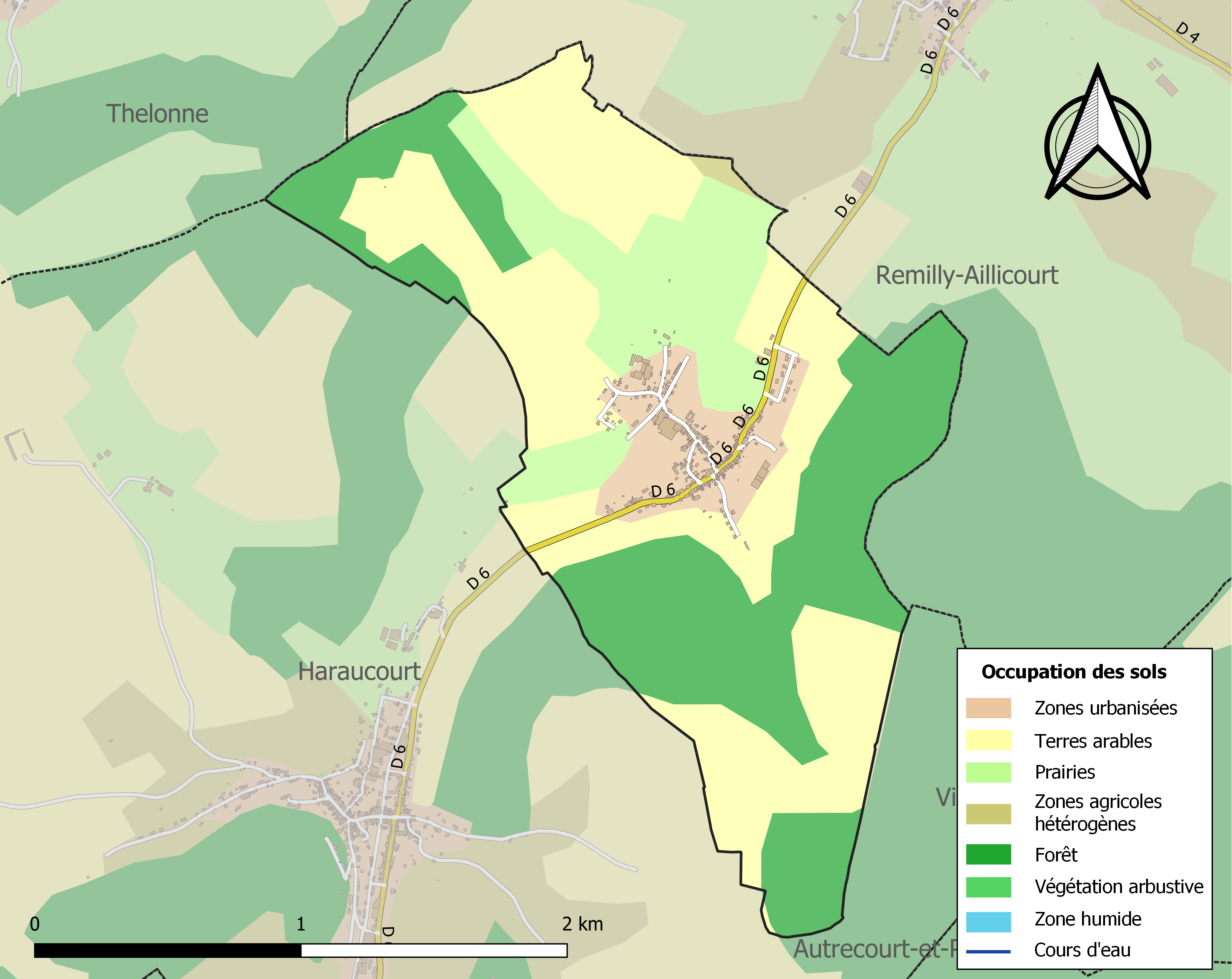
Carte des infrastructures et de l'occupation des sols de la commune en 2018 (CLC).

## Histoire
- De 1560 à 1642, Angecourt fait partie de la principauté de Sedan.
- Percée de Sedan.

## Politique et administration
| Période                                  | Période      | Identité                      | Étiquette | Qualité |
| ---------------------------------------- | ------------ | ----------------------------- | --------- | ------- |
| 1879                                     |              | Colignon                      |           |         |
|                                          |              |                               |           |         |
| mars 1977                                | juillet 2020 | Jean-Claude Philippe          |           |         |
| juillet 2020                             | En cours     | Frédérique Kretzmeyer Zaltani |           |         |
| Les données manquantes sont à compléter. |              |                               |           |         |

## Démographie
L'évolution du nombre d'habitants est connue à travers les recensements de la population effectués dans la commune depuis 1793. Pour les communes de moins de 10 000 habitants, une enquête de recensement portant sur toute la population est réalisée tous les cinq ans, les populations de référence des années intermédiaires étant quant à elles estimées par interpolation ou extrapolation. Pour la commune, le premier recensement exhaustif entrant dans le cadre du nouveau dispositif a été réalisé en 2006.

En 2022, la commune comptait 386 habitants, en évolution de −0,26 % par rapport à 2016 (Ardennes : −2,97 %, France hors Mayotte : +2,11 %).
| 1793 | 1800 | 1806 | 1821 | 1831 | 1836 | 1841 | 1846 | 1851 |
| ---- | ---- | ---- | ---- | ---- | ---- | ---- | ---- | ---- |
| 273  | 228  | 287  | 369  | 481  | 554  | 633  | 680  | 704  |

| 1866 | 1872 | 1876 | 1881 | 1886 | 1891 | 1896 | 1901 | 1906 |
| ---- | ---- | ---- | ---- | ---- | ---- | ---- | ---- | ---- |
| 696  | 654  | 703  | 724  | 724  | 704  | 650  | 519  | 510  |

| 1911 | 1921 | 1926 | 1931 | 1936 | 1946 | 1954 | 1962 | 1968 |
| ---- | ---- | ---- | ---- | ---- | ---- | ---- | ---- | ---- |
| 522  | 368  | 507  | 505  | 502  | 441  | 446  | 448  | 416  |

| 1975 | 1982 | 1990 | 1999 | 2006 | 2011 | 2016 | 2021 | 2022 |
| ---- | ---- | ---- | ---- | ---- | ---- | ---- | ---- | ---- |
| 397  | 407  | 359  | 350  | 334  | 391  | 387  | 387  | 386  |

## Culture locale et patrimoine

### Lieux et monuments
- Église Saint-Médard d'Angecourt.

### Héraldique
| Blason de Angecourt | Blason  | D'azur au chevron d'or accompagné en chef à dextre d'une tête de cheval coupée et contournée, à senestre de deux annelets entrelacés et posés en bande et, en pointe, d'une molette d'éperon, le tout d'argent. |
| Blason de Angecourt | Détails | Création MM. Baron, Demoncheaux et Jolly. Adopté le 1er avril 1998. |